# Chrysotus frontalis
Chrysotus frontalis är en tvåvingeart som beskrevs av Van Duzee 1924. Chrysotus frontalis ingår i släktet Chrysotus och familjen styltflugor. Inga underarter finns listade i Catalogue of Life.